# Ɨ̧́
Cette page contient des caractères spéciaux ou non latins. S’ils s’affichent mal (▯, ?, etc.), consultez la page d’aide Unicode.
Ɨ̧́ (minuscule : ɨ̧́), appelé I barré accent aigu cédille, est un graphème utilisé dans l’écriture du vute. Il s’agit de la lettre I diacritée d’une barre inscrite, d’un accent aigu et d'une cédille.

## Représentations informatiques
Le I barré accent aigu cédille peut être représenté avec les caractères Unicode suivants :
- décomposé et normalisé NFD (latin étendu B, alphabet phonétique international, diacritiques) :

| formes    | représentations | chaînes de caractères | points de code       | descriptions                                                                |
| --------- | --------------- | --------------------- | -------------------- | --------------------------------------------------------------------------- |
| capitale  | Ɨ̧́               | Ɨ◌̧◌́                   | U+0197 U+0327 U+0301 | lettre majuscule latine i barré diacritique cédille diacritique accent aigu |
| minuscule | ɨ̧́               | ɨ◌̧◌́                   | U+0268 U+0327 U+0301 | lettre minuscule latine i barré diacritique cédille diacritique accent aigu |

## Sources
- (en) Rhonda Ann Thwing, Vute orthography statement ((phonétique modifiée avec l’API en 2004)), SIL Cameroon, 1981 (lire en ligne)